# Anton Šinkar
Anton Šinkar, slovenski rimskokatoliški duhovnik, * 8. februar 1916, Selca, Selška dolina, † 12. oktober 1943, Mozelj.

## Življenjepis
Rodil se je kočarjema Francu Šinkarju in Mariji Trojar. Rojen je bil v Selcih nad Škofjo Loko. Ker je bil nadarjen je bil poslan v srednjo šolo. Študiral je v zavodu sv. Stanislava v Šentvidu nad Ljubljano. V dijaških letih je vztrajno igral nogomet.
Po končani gimnazijo je vstopil v bogoslovje. Sodeloval je pri karitativnem krožku bogoslovcev. Med počitnicami je pomagal pri počitniški koloniji pod Stolom, kamor so bogoslovci vodili ljubljanske sirote. Posvečen je bil 21. decembra 1940. Po novi maši je dobil službo kaplana v Mirni Peči.
Po razpadu savojske vojske leta 1943 je iz Mirne Peči odšel v Grčarice, kjer ga je ujela OF. Deloval je kot vojaški kurat prvega ilegalnega odreda in kurat Dolenjskega četniškega odreda. Komunisti so ga peljali v kočevske zapore, kjer so ga mučili. Na sojenju imenovanem »kočevski proces« je bil 9. oktobra 1943 obsojen na smrt.  Vojaško sodišče mu je očitalo razne zločine, kot so ropanje, pobijanje in mučenje svobodoljubnih Slovencev, očitali so mu tudi, da je zverinsko zaklal partizanske ranjence pri Zalogu. 
Ustreljen je bil 12. oktobra 1943 zvečer skupaj še z drugimi obtoženci istega procesa (16–80 oseb), med drugim tudi skupaj s kaplanom Francetom Malovrhom. Kraj pokopa ni znan.